# 彼得·諾爾
彼得·諾爾（英語：Peter Naur，1928年10月25日—2016年1月3日），生於丹麥腓特烈斯贝，天文學家與計算機科學家，曾任哥本哈根大學教授。他協作開發了BNF範式，改進了程式語言。也曾投入 ALGOL 60的開發工作，在軟體工程及軟體架構領域中都有著重要貢獻。為2005年圖靈獎得主，也是目前唯一一位丹麥籍的得主。

## 生平
彼得·諾爾在學校中主修天文學，1957年，在哥本哈根大學取得天文學博士學位。在畢業後，他的研究方向轉向計算機科學方面，在1959年到1969年間，他在一間丹麥電腦公司Regnecentralen工作。但他同時也在尼爾斯·波耳研究所與丹麥科技大學授課。在1969年至1998年間，他受聘於哥本哈根大學，擔任計算機科學教授。

## 學術貢獻
他在ALGOL 60中，導入巴科斯范式（Backus Normal Form），進一步發展它，並根據其發明者約翰·巴科斯來命名。高德納認為，彼得·諾爾在這個記號法中也具有很大貢獻，主張應稱為巴科斯-諾爾範式（Backus-Naur Form），但彼得·諾爾本人不願居功，他本人仍然稱呼其為巴科斯範式。